# Grebenau
Grebenau ist eine Stadt im mittelhessischen Vogelsbergkreis.

## Geografie
Grebenau liegt in 248 bis 501 Meter Höhe nordöstlich des Vogelsbergs etwa 26 km nordwestlich von Fulda im sogenannten Gründchen, an der Einmündung der Schwarza in die Jossa. Mit 501 Meter Höhe ist der Auerberg bei Schwarz die höchste Erhebung im Stadtgebiet und gleichzeitig die höchste Erhebung im Altkreis Alsfeld.
Seit 1972, als mit der hessischen Gebietsreform die Landkreise Alsfeld und Lauterbach im Vogelsbergkreis aufgingen, lässt sich der Begriff Gründchen als Synonym für die durch Eingemeindungen erweiterte Stadt Grebenau mit ihren nunmehr acht Stadtteilen räumlich exakt zuordnen.

## Stadtgliederung
| - Grebenau - Schwarz | - Udenhausen - Wallersdorf | - Bieben mit Merlos - Eulersdorf | - Reimenrod |

## Nachbargemeinden
Grebenau grenzt im Norden an die Stadt Alsfeld und die Gemeinde Breitenbach am Herzberg (Landkreis Hersfeld-Rotenburg), im Osten an die Stadt Schlitz, im Süden an die Stadt Lauterbach, sowie im Westen an die Gemeinde Schwalmtal.

## Ortsgeschichte

Kleines Wappen der Stadt Grebenau

### Vor- und Frühgeschichte
Die ältesten Spuren der Besiedlung des Gebietes um Grebenau liefern Bodenfunde (Hügelgräber) aus der Hügelgräberzeit des 2. Jahrtausends vor Christus. 
Die Geschichte von Grebenau ist eng mit der „Straße durch die kurzen Hessen“ verbunden. In Grebenau vielleicht um 800 eine karolingische Straßenfeste. voehanden. 

### Mittelalter
Erstmals urkundlich erwähnt wurde Grebenau 1265: „... bona mea in Winden apud Greuenhowa“. Um 1270 wurde von Nidda aus eine Niederlassung der Johanniter gegründet. 1285 wird eine Niederlassung des Johanniterordens in Grebenau urkundlich belegt: „domus s. Johannis Grebenauwe.“
Im Jahre 1372 kam Grebenau unter landgräflich-hessischen Einfluss, als der Johanniterorden seine Wasserburg in Grebenau für 3000 Schillinge an den Landgrafen verkaufte. Der Orden erhielt es als Pfand aber wieder zurück, und erst nach der Reformation wurde es im Jahre 1571 endgültig hessisch. 
1436 ist der Ortsname als „Grebinauwe“, „Greffinauwe“ dokumentiert. In der Namensforschung wird er abgeleitet von dem mhd. Appellativum „grave“, was man mit dem Inhaber einer richterlichen Gewalt oder mit Graf, Schultheiß etc. übersetzen kann.
Daraus wird gefolgert, dass Siedlung nach den Grafen von Ziegenhain oder den Vögten von Fulda benannt wurde. Wahrscheinlich wurde in der Mitte des 13. Jahrhunderts eine Burg hier von den fuldischen Vögten erbaut.

### Neuzeit
Mit der Zusammenlegung der beiden Gerichte des sogenannten „hainischen Dorfs“ (Wallersdorf, Hof Merlos und Bieben) mit dem Gericht Grebenau zum „Amt Grebenau“ erhielt der Ort am 10. Juni 1605 die Stadtrechte. Mit Einführung der Deutschen Gemeindeordnung von 1935 verlor Grebenau seine Stadt- und Marktrechte. Bereits am 1. September 1958 erhielt es diese zurück, gemeinsam mit Romrod und Kirtorf.
Hessische Gebietsreform (1970–1977)
Zum 31. Dezember 1971 fusionierten im Zuge der Gebietsreform in Hessen die bis dahin eigenständigen Gemeinden Eulersdorf, Reimenrod, Schwarz, Udenhausen und Wallersdorf in die Stadt Grebenau freiwillig zur erweiterten Stadt Grebenau. Am 1. August 1972 wurden kraft Landesgesetz die Gemeinden Bieben mit Merlos nach Grenau eingemeindet. Für alle eingegliederten Gemeinden und die Kernstadt wurde je ein Ortsbezirke nach der Hessischen Gemeindeordnung errichtet.

### Verwaltungsgeschichte im Überblick
Die folgende Liste zeigt die Staaten und Verwaltungseinheiten, denen Grebenau angehört(e):
- vor 1567: Heiliges Römisches Reich, Landgrafschaft Hessen, Amt Grebenau
- ab 1567: Heiliges Römisches Reich, Landgrafschaft Hessen-Marburg, Amt Grebenau[15]
- 1604–1648: Heiliges Römisches Reich, strittig zwischen Landgrafschaft Hessen-Darmstadt und Landgrafschaft Hessen-Kassel (Hessenkrieg)[16]
- ab 1604: Heiliges Römisches Reich, Landgrafschaft Hessen-Darmstadt, Amt Grebenau
- 1787:  Heiliges Römisches Reich, Landgrafschaft Hessen-Darmstadt, Oberfürstentum Hessen, Amt Grebenau[Anm. 2][17]
- ab 1806: Großherzogtum Hessen,[Anm. 3] Fürstentum Oberhessen, Oberamt Alsfeld, Amt (und ab 1803 Gericht) Grebenau[18][19]
- ab 1812: Großherzogtum Hessen, Regierungsbezirk Gießen, Amt Alsfeld[20]
- ab 1815: Großherzogtum Hessen, Provinz Oberhessen, Amt Alsfeld[21]
- ab 1821: Großherzogtum Hessen, Provinz Oberhessen, Landratsbezirk Romrod[22][Anm. 4]
- ab 1829: Großherzogtum Hessen, Provinz Oberhessen, Landratsbezirk Alsfeld (Amtssitzverlegung)
- ab 1832: Großherzogtum Hessen, Provinz Oberhessen, Kreis Alsfeld
- ab 1848: Großherzogtum Hessen, Regierungsbezirk Alsfeld
- ab 1852: Großherzogtum Hessen, Provinz Oberhessen, Kreis Alsfeld
- ab 1871: Deutsches Reich, Großherzogtum Hessen, Provinz Oberhessen, Kreis Alsfeld
- ab 1918: Deutsches Reich, Volksstaat Hessen, Provinz Oberhessen, Kreis Alsfeld
- ab 1938: Deutsches Reich, Volksstaat Hessen, Provinz Oberhessen, Landkreis Alsfeld[23][Anm. 5]
- ab 1945: Deutsches Reich, Amerikanische Besatzungszone,[Anm. 6] Groß-Hessen, Regierungsbezirk Darmstadt, Landkreis Alsfeld
- ab 1946: Deutsches Reich, Amerikanische Besatzungszone, Hessen, Regierungsbezirk Darmstadt, Landkreis Alsfeld
- ab 1949: Bundesrepublik Deutschland, Hessen, Regierungsbezirk Darmstadt, Landkreis Alsfeld
- ab 1972: Bundesrepublik Deutschland, Hessen, Regierungsbezirk Darmstadt, Vogelsbergkreis
- ab 1981: Bundesrepublik Deutschland, Hessen, Regierungsbezirk Gießen, Vogelsbergkreis

### Gerichte seit 1803
In der Landgrafschaft Hessen-Darmstadt wurde mit Ausführungsverordnung vom 9. Dezember 1803 das Gerichtswesen neu organisiert. Für die Provinz Oberhessen wurde das Hofgericht Gießen als Gericht der zweiten Instanz eingerichtet. Die Rechtsprechung der ersten Instanz wurde durch die Ämter bzw. Standesherren vorgenommen und somit für Grebenau durch das Amt Grebenau. Nach der Gründung des Großherzogtums Hessen 1806 wurden die Aufgaben der ersten Instanz 1821 im Rahmen der Trennung von Rechtsprechung und Verwaltung auf die neu geschaffenen Landgerichte übertragen. „Landgericht Alsfeld“ war daher von 1821 bis 1879 die Bezeichnung für das erstinstanzliche Gericht in Alsfeld, das heutige Amtsgericht, das für Grebenau zuständig war.
Anlässlich der Einführung des Gerichtsverfassungsgesetzes mit Wirkung vom 1. Oktober 1879, infolge derer die bisherigen großherzoglichen Landgerichte durch Amtsgerichte an gleicher Stelle ersetzt wurden, während die neu geschaffenen Landgerichte nun als Obergerichte fungierten, kam es zur Umbenennung in Amtsgericht Alsfeld und Zuteilung zum Bezirk des Landgerichts Gießen.

### Jüdische Gemeinde
Im 19. Jahrhundert war Grebenau die Stadt mit dem höchsten jüdischen Bevölkerungsanteil in Hessen.

## Bevölkerung

### Einwohnerstruktur 2011
Nach den Erhebungen des Zensus 2011 lebten am Stichtag, dem 9. Mai 2011, in Grebenau 2533 Einwohner. Darunter waren 34 (1,3 %) Ausländer, von denen 25 aus dem EU-Ausland, 3 aus anderen europäischen Ländern und 6 aus anderen Staaten kamen. (Bis zum Jahr 2020 erhöhte sich die Ausländerquote auf 4,2 %.) Nach dem Lebensalter waren 361 Einwohner unter 18 Jahren, 975 zwischen 18 und 49, 615 zwischen 50 und 64 und 583 Einwohner waren älter. Die Einwohner lebten in 1040 Haushalten. Davon waren 249 Singlehaushalte, 352 Paare ohne Kinder und 343 Paare mit Kindern, sowie 77 Alleinerziehende und 19 Wohngemeinschaften. In 249 Haushalten lebten ausschließlich Senioren und in 624 Haushaltungen lebten keine Senioren.

### Einwohnerentwicklung
| • 1806: | 797 Einwohner, 124 Häuser           |
| • 1829: | 759 Einwohner, 139 Häuser           |
| • 1867: | 671 Einwohner, 129 bewohnte Gebäude |
| • 1875: | 659 Einwohner, 122 bewohnte Gebäude |

| Grebenau: Einwohnerzahlen von 1791 bis 2020 | Grebenau: Einwohnerzahlen von 1791 bis 2020 | Grebenau: Einwohnerzahlen von 1791 bis 2020 | Grebenau: Einwohnerzahlen von 1791 bis 2020 | Grebenau: Einwohnerzahlen von 1791 bis 2020 |
| --- | ------------------------------------------- | ------------------------------------------- | ------------------------------------------- | ------------------------------------------- |
| Jahr |                                             |                                             |                                             | Einwohner                                   |
| 1791 | 1791                                        |                                             | 602                                         | 602                                         |
| 1800 | 1800                                        |                                             | 663                                         | 663                                         |
| 1806 | 1806                                        |                                             | 797                                         | 797                                         |
| 1829 | 1829                                        |                                             | 759                                         | 759                                         |
| 1834 | 1834                                        |                                             | 818                                         | 818                                         |
| 1840 | 1840                                        |                                             | 802                                         | 802                                         |
| 1846 | 1846                                        |                                             | 795                                         | 795                                         |
| 1852 | 1852                                        |                                             | 816                                         | 816                                         |
| 1858 | 1858                                        |                                             | 650                                         | 650                                         |
| 1864 | 1864                                        |                                             | 674                                         | 674                                         |
| 1871 | 1871                                        |                                             | 651                                         | 651                                         |
| 1875 | 1875                                        |                                             | 659                                         | 659                                         |
| 1885 | 1885                                        |                                             | 639                                         | 639                                         |
| 1895 | 1895                                        |                                             | 652                                         | 652                                         |
| 1905 | 1905                                        |                                             | 656                                         | 656                                         |
| 1910 | 1910                                        |                                             | 640                                         | 640                                         |
| 1925 | 1925                                        |                                             | 679                                         | 679                                         |
| 1939 | 1939                                        |                                             | 676                                         | 676                                         |
| 1946 | 1946                                        |                                             | 1.034                                       | 1.034                                       |
| 1950 | 1950                                        |                                             | 1.056                                       | 1.056                                       |
| 1956 | 1956                                        |                                             | 909                                         | 909                                         |
| 1961 | 1961                                        |                                             | 926                                         | 926                                         |
| 1967 | 1967                                        |                                             | 885                                         | 885                                         |
| 1970 | 1970                                        |                                             | 931                                         | 931                                         |
| 1972 | 1972                                        |                                             | 3.017                                       | 3.017                                       |
| 1975 | 1975                                        |                                             | 2.892                                       | 2.892                                       |
| 1980 | 1980                                        |                                             | 2.840                                       | 2.840                                       |
| 1985 | 1985                                        |                                             | 2.930                                       | 2.930                                       |
| 1990 | 1990                                        |                                             | 3.177                                       | 3.177                                       |
| 1995 | 1995                                        |                                             | 3.086                                       | 3.086                                       |
| 2000 | 2000                                        |                                             | 2.980                                       | 2.980                                       |
| 2005 | 2005                                        |                                             | 2.734                                       | 2.734                                       |
| 2010 | 2010                                        |                                             | 2.567                                       | 2.567                                       |
| 2015 | 2015                                        |                                             | 2.375                                       | 2.375                                       |
| 2020 | 2020                                        |                                             | 2.376                                       | 2.376                                       |
| Datenquelle: Historisches Gemeindeverzeichnis für Hessen: Die Bevölkerung der Gemeinden 1834 bis 1967. Wiesbaden: Hessisches Statistisches Landesamt, 1968. Weitere Quellen: LAGIS; 1972:; ab 1975:; Zensus 2011 Ab 1972 einschließlich der im Zuge der Gebietsreform in Hessen eingegliederten Orte. |                                             |                                             |                                             |                                             |

### Religionszugehörigkeit
| • 1829: | 633 evangelische Einwohner (= 83,62 %), 127 jüdische (= 16,78 %), 2 katholische (= 0,26 %) Einwohner |
| • 1961: | 743 evangelische (= 80,24 %), 143 katholische (= 15,44 %) Einwohner                                  |
| • 1987: | 2322 evangelische (= 83,5 %), 289 katholische (= 10,4 %), 170 sonstige (= 6,1 %) Einwohner           |
| • 2011: | 1869 evangelische (= 73,8 %), 1 869 katholische (= 13,0 %), 334 sonstige (= 13,2 %) Einwohner        |

## Politik

### Stadtverordnetenversammlung
Die Kommunalwahl am 14. März 2016 lieferte folgendes Ergebnis, in Vergleich gesetzt zu früheren Kommunalwahlen:
| Sitzverteilung in der Stadtverordnetenversammlung 2021Insgesamt 15 Sitze - SPD: 3 - FW: 7 - GL: 2 - CDU: 3 | Parteien und Wählergemeinschaften | Parteien und Wählergemeinschaften           | % 2021 | Sitze 2021 | % 2016 | Sitze 2016 | % 2011 | Sitze 2011 | % 2006 | Sitze 2006 | % 2001 | Sitze 2001 |
| Sitzverteilung in der Stadtverordnetenversammlung 2021Insgesamt 15 Sitze - SPD: 3 - FW: 7 - GL: 2 - CDU: 3 | SPD                               | Sozialdemokratische Partei Deutschlands     | 18,4   | 3          | 24,7   | 4          | 32,0   | 5          | 41,6   | 6          | 45,1   | 10         |
| Sitzverteilung in der Stadtverordnetenversammlung 2021Insgesamt 15 Sitze - SPD: 3 - FW: 7 - GL: 2 - CDU: 3 | CDU                               | Christlich Demokratische Union Deutschlands | 19,3   | 3          | 18,8   | 3          | 25,2   | 4          | 36,5   | 6          | 31,5   | 7          |
| Sitzverteilung in der Stadtverordnetenversammlung 2021Insgesamt 15 Sitze - SPD: 3 - FW: 7 - GL: 2 - CDU: 3 | Freie Wähler                      | Freie Wähler Gründchen                      | 46,8   | 7          | 39,1   | 6          | 17,5   | 2          | 21,8   | 3          | 23,4   | 6          |
| Sitzverteilung in der Stadtverordnetenversammlung 2021Insgesamt 15 Sitze - SPD: 3 - FW: 7 - GL: 2 - CDU: 3 | GL                                | Gründchen-Liste                             | 12,9   | 2          | 17,4   | 2          | 25,3   | 4          | —      | —          | —      | —          |
| Sitzverteilung in der Stadtverordnetenversammlung 2021Insgesamt 15 Sitze - SPD: 3 - FW: 7 - GL: 2 - CDU: 3 | NMG                               | Neue Mitte                                  | 2,6    | 0          | -      | -          | -      | -          | —      | —          | —      | —          |
| Sitzverteilung in der Stadtverordnetenversammlung 2021Insgesamt 15 Sitze - SPD: 3 - FW: 7 - GL: 2 - CDU: 3 | Gesamt                            | Gesamt                                      | 100,0  | 15         | 100,0  | 15         | 100,0  | 15         | 100,0  | 15         | 100,0  | 23         |
| Sitzverteilung in der Stadtverordnetenversammlung 2021Insgesamt 15 Sitze - SPD: 3 - FW: 7 - GL: 2 - CDU: 3 | Wahlbeteiligung in %              | Wahlbeteiligung in %                        | 67,9   | 67,9       | 66,8   | 66,8       | 68,2   | 68,2       | 63,6   | 63,6       | 67,3   | 67,3       |

### Bürgermeister
Nach der hessischen Kommunalverfassung wird der Bürgermeister für eine sechsjährige Amtszeit gewählt, seit dem Jahr 1993 in einer Direktwahl, und ist Vorsitzender des Magistrats, dem in der Stadt Grebenau neben dem Bürgermeister ehrenamtlich ein Erster Stadtrat und vier weitere Stadträte angehören. Bürgermeister ist seit dem 1. Februar 2014 Lars Wicke (FW). Er wurde als Nachfolger von Jürgen Ackermann (SPD), der nach vier Amtszeiten nicht mehr zur Wahl antrat, am 8. September 2013 im ersten Wahlgang bei 83,1 Prozent Wahlbeteiligung mit 52,8 Prozent der Stimmen gewählt. Es folgte eine Wiederwahl ohne Gegenkandidaten im Mai 2019.
Amtszeiten der Bürgermeister
- 2014–2026 Lars Wicke (FW)
- 1990–2014 Jürgen Ackermann (SPD)[43]
- 1972–1990 Wilfried Rosenkranz (SPD)

### Gemeindeverwaltungsverband
Die Gemeinde Grebenau ist Mitglied in dem Gemeindeverwaltungsverband Feldatal-Grebenau-Romrod-Schwalmtal.

### Ortsbeirat Grebenau
Für Grebenau besteht ein Ortsbezirk (Gebiete der ehemaligen Gemeinde Grebenau) mit Ortsbeirat und Ortsvorsteher nach der Hessischen Gemeindeordnung.
Der Ortsbeirat besteht aus neun Mitgliedern. Bei den Kommunalwahlen in Hessen 2021 betrug die Wahlbeteiligung zum Ortsbeirat 56,75 %. Dabei wurden gewählt: drei Mitglieder der SPD, zwei Mitglieder der CDU und vier Mitglieder der „Bürgerliste Grebenau“ (BLG). Der Ortsbeirat wählte Renate Herrmann (BLG) zur Ortsvorsteherin.

## Flächennutzung
Das Gemeindegebiet umfasst eine Gesamtfläche von 5537 Hektar, davon entfallen in ha auf:
| Nutzungsart             | Nutzungsart             | 2011 | 2015 |
| ----------------------- | ----------------------- | ---- | ---- |
| Gebäude- und Freifläche | Gebäude- und Freifläche | 160  | 161  |
| davon                   | Wohnen                  | 82   | 82   |
|                         | Gewerbe                 | 20   | 20   |
| Betriebsfläche          | Betriebsfläche          | 18   | 12   |
| davon                   | Abbauland               | 9    | 9    |
| Erholungsfläche         | Erholungsfläche         | 8    | 8    |
| davon                   | Grünanlage              | 3    | 3    |
| Verkehrsfläche          | Verkehrsfläche          | 219  | 219  |
| Landwirtschaftsfläche   | Landwirtschaftsfläche   | 1965 | 1963 |
| davon                   | Moor                    | 0    | 0    |
|                         | Heide                   | 0    | 0    |
| Waldfläche              | Waldfläche              | 3113 | 3113 |
| Wasserfläche            | Wasserfläche            | 27   | 27   |
| Sonstige Nutzung        | Sonstige Nutzung        | 28   | 34   |

## Persönlichkeiten
- Johann Georg Gottlob Schwarz (1734–1788), evangelischer Theologe
- Eduard Wadsack (1809–1881), Reichstagsabgeordneter und Bürgermeister von Grebenau
- Karl Wagner (1870–1946), evangelischer Theologe und Superintendent
- Wilhelm Walther (1889–1940), Komponist und Schriftsteller
- Othmar Mága (1929–2020), Dirigent
- Wolfgang Roth (* 1949), im Ortsteil Bieben geborener Diplom-Pädagoge und Politiker